# Finnerödja landskommun
Finnerödja landskommun var en tidigare kommun i dåvarande Skaraborgs län.

## Administrativ historik
Kommunen inrättades i Finnerödja socken i Vadsbo härad i Västergötland när 1862 års kommunalförordningar trädde i kraft.  
Vid Kommunreformen 1952 uppgick kommunen i Tivedens landskommun som 1967 uppgick i Laxå köping och Örebro län.

## Politik

### Mandatfördelning i Finnerödja landskommun 1938-1946
| 12 | 4 | 5 | 4 |

| 25 |

| 9 | 11 |

| 20 |

| 8 | 12 |

| 19 |